# Merzbow
Merzbow (jap. właśc. Masami Akita 秋田昌美 Akita Masami; ur. 19 grudnia 1956 w Tokio) – japoński kompozytor, jeden z najbardziej znanych twórców noise’u.

## Historia artysty
Jako muzyk stawiał pierwsze kroki grając na perkusji w zespołach z nurtu rocka progresywnego. Muzyką awangardową zainteresował się pod wpływem artystów dadaistycznych i surrealistycznych.
Realizując koncepcję Kurta Schwittersa – Merzbau – która zakładała tworzenie dzieł sztuki ze śmieci oraz rzeczy zapomnianych i niepotrzebnych, rzuca grę na perkusji i zaczyna muzyczne eksperymenty, wykorzystując m.in. uszkodzone wzmacniacze i magnetofony, syntezatory, zestawy mikrofonów i przesterów, a także kawałki blachy i przedmioty codziennego użytku zaadaptowane na prymitywne instrumenty perkusyjne. Przyznawał, że chciał z nich wydobyć sekretny głos, prosto z podświadomości, podobnie jak surrealiści wykazujący fascynację stanami hipnozy, marzeniami sennymi i doświadczeniami psychodelicznymi.
Pierwsze nagrania pod szyldem Merzbow zaczęły się ukazywać w Japonii w połowie lat 80. w postaci kaset magnetofonowych, rozprowadzanych przez samego artystę. Intensywnie koncertował, wspomagany przez muzyków obsługujących blachy i inne narzędzia.
W latach 90. zaczął stopniowo odchodzić od sprzętu analogowego, coraz częściej tworząc muzykę za pomocą komputera. Albumy z tego okresu jego działalności, takie jak „Pulse Demon” czy „Venerology”, są uznawane za najbardziej ekstremalne dzieła nie tylko Merzbow, ale i muzyki w ogóle.
Oprócz różnych odmian noise’u tworzy także muzykę ambientową oraz muzyczne tło do pokazów bondage. Dyskografia Merzbow liczy ponad 200 pozycji, co czyni go jednym z najbardziej płodnych muzyków na świecie.
Oprócz dzieł autorskich, udzielał się w niezliczonej ilości projektów, wśród których na największą uwagę zasługują płyty nagrane ze Zbigniewem Karkowskim (dwupłytowy album „MAZK”), Mikiem Pattonem („She”), niemieckim zespołem karaoke Ladybird oraz wokalistą grindcore’owego zespołu Gore Beyond Necropsy. Obecnie jest uznawany za jednego z najważniejszych muzyków noise’owych i awangardowych.

## Wybrana dyskografia
- Merzbuta – 2005
- An Anthology of Noise & Electronic Music. Third A-chronology. 1952-2004 / Vol. 3 – 2004
- Sha Mo 3000 – 2004
- Merzbird – 2004
- Merzbeat – 2002
- Dharma – 2001
- Mazk Live – MAZK – 2001
- Merzbox – 2000 – 50-płytowy album zawierający nagrania z lat 1979–1997, a także gadżety (medalion, koszulkę i książkę)
- Doors Open at 8am – 2000
- Tauromachine – 1998
- 1930 – 1998
- Tauromachine – 1997
- Pulse Demon – 1996
- Music for Bondage Performances, vol 2 – 1996
- Music for Bondage Performances – 1995
- Venerology – 1994
- Rainbow Electronics – 1990
- Rainbow Electronics II – 1990
- Aqua Necromancer – 1998
- Ecobondage – 1987
- Batztoutai With Memorial Gadgets – 1986